# Velká pardubická 1999
Velká pardubická 1999 byla 109. ročník tohoto dostihu. Konala se 10. října na pardubickém dostihovém závodišti. Vítězem se stal podruhé v řadě jedenáctiletý Peruán s žokejem Zdeňkem Matysíkem. Čas vítěze byl 9:16,00 minuty. Na druhém místě dojel irský Risk of Thunder v sedle s žokejem Kennethem Whelanem a třetí byl Belovodsk s žokejem Janem Havlíčkem.
Do dostihu startovalo 16 koní, tři další neprošli veterinární prohlídkou. Na obávaném Velkém Taxisově příkopu upadl jediný kůň – Lizink. Žokej Josef Váňa, v té době pětinásobný vítěz Velké pardubické, doběhl na šestém místě na koni Wronsky.
Hlavním sponzorem byla Česká pojišťovna a běželo se o celkovou částku 3 400 000 Kč.

## Pořadí v cíli (prvních pět)
| * | Kůň             | Jezdec           |
| - | --------------- | ---------------- |
| 1 | Peruán          | Zdeněk Matysík   |
| 2 | Risk of Thunder | Kenneth Whelan   |
| 3 | Belovodsk       | Jan Havlíček     |
| 4 | Barrow          | Vlastimil Špalek |
| 5 | Lyrik           | Pavel Složil     |